# Princess Louise

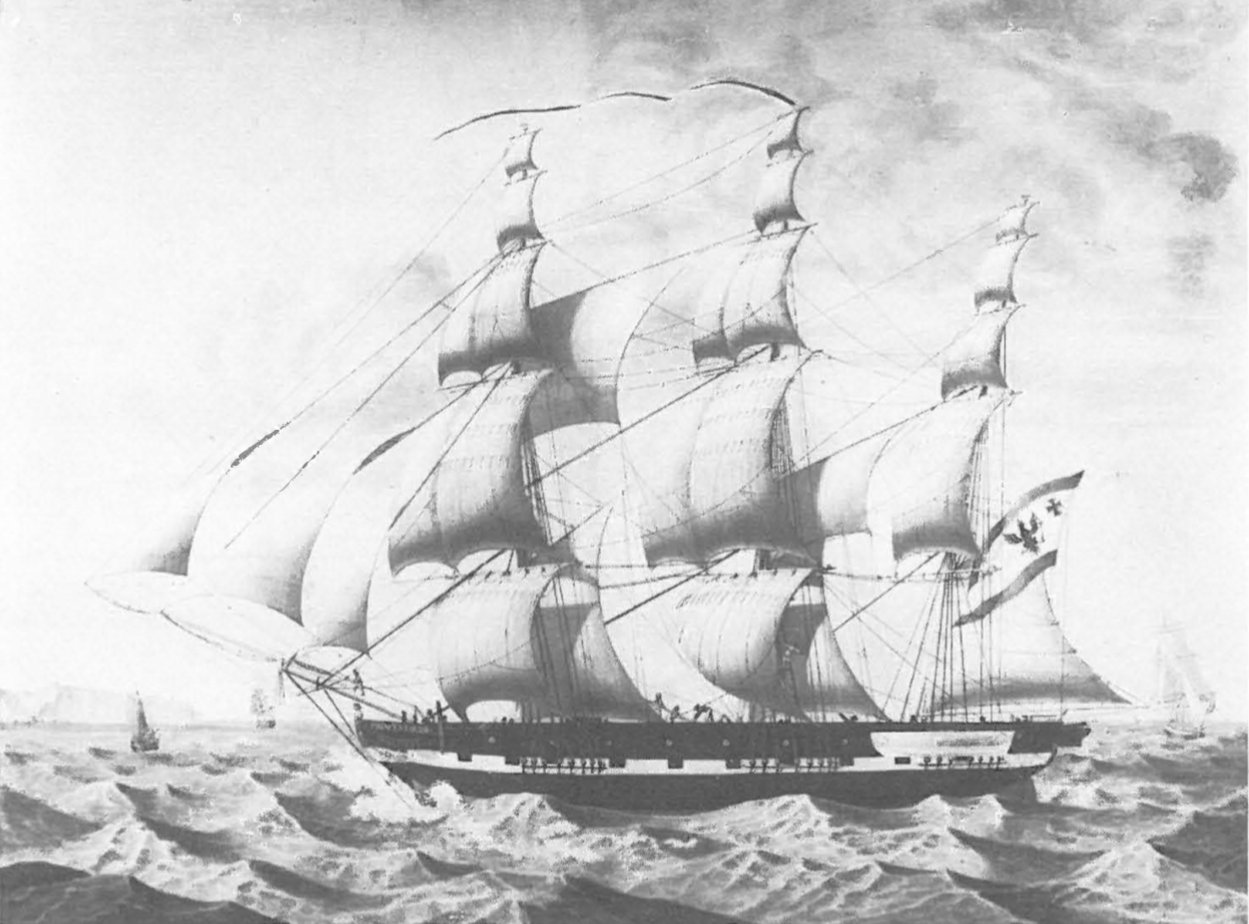
Die preußische Handelsfregatte Princess Louise auf einem Aquarell um 1830

 Die Princess Louise war ein in Bremen gebautes preußisches Handelsschiff, welches im Eigentum der königlich preußischen Seehandlungsgesellschaft in den Jahren 1826 bis 1844 sechs Weltumseglungen durchführte.

## Bau und Ausstattung
Der Bau der Princess Louise erfolgte von 1823 bis 1824 auf der Werft von Jürgen Sager in Vegesack. Das Schiff wurde am 23. August 1824 vom Stapel gelassen. Es handelte sich um ein Vollschiff mit 262 preußischen Lasten als Ladekapazität und wurde damals auch als Handelsfregatte bezeichnet.
Als Namenspatronin des Schiffs fungierte Prinzessin Louise, die jüngste Tochter des preußischen Königs Friedrich Wilhelm III.
Die Kiellänge des Schiffs betrug etwa 29 Meter, die Breite zwischen den Berghölzern rund 8,40 Meter. Die Raumtiefe zwischen den Bauchdielen und dem niedrigsten Oberdeckbalken maß in etwa 5 Meter. Nach einer groben Schätzung war das Schiff somit zwischen 300 und 400 Registertonnen ausgelegt und besaß eine maximale Tragfähigkeit zwischen 400 und 500 Tonnen.
Zur Selbstverteidigung gegen Piraten befanden sich zwölf Kanonen an Bord. Zudem wurde eine für die Besatzung hinreichende Anzahl von Gewehren mit Bajonetten, Pistolen, Donnerbüchsen, Säbel, Sturmlanzen und Pionierseitengewehren auf die Fahrten mitgenommen.

## Einsätze
Das Schiff befand sich von 1824 bis 1825 im Besitz der aus Dissen stammenden Gebrüder Friedrich & Everhard Delius in Bremen. Unter der Leitung von Kapitän Carsten Dehls machte die Princess Louise ihre erste Fahrt durch den Atlantik nach New York. Am 6. Juli 1825 gab Everhard Delius dem Bremer Senat bekannt, dass die Princess Louise an die preußische Seehandlungsgesellschaft verkauft worden sei. Der Totalwert betrug 36.300 Reichstaler.  Zum Kaufmann Everhard Delius, einem der beiden Firmeninhaber des Bremer Handelshauses Delius, hatte die preußische Seehandlung gute Beziehungen, da Delius preußischer Konsul in Bremen war und zudem die Geschäfte der Seehandlung in Bremen wahrnahm.
Die Princess Louise unternahm in den Jahren 1826 bis 1844 als Nachfolgerin der Mentor insgesamt sechs Weltumseglungen. Zwischen ihren Weltumseglungen wurde die Princess Louise auf Handelsfahrten im Atlantik eingesetzt und machte vier Reisen in die Karibik, drei nach New Orleans und drei nach Rio de Janeiro.

## Sechs Weltumseglungen

### Erste Weltumseglung
- 1. Weltumseglung der Princess Louise vom 13. Oktober 1825 (bzw. 27. Februar 1826) bis 10. August 1829: Kapitän: Johann Andreas Harmssen aus Bremen, Steuermann Johann Wilhelm Wendt, Supercargo William O’Swald.
  - 13. Oktober 1825 Abfahrt von Swinemünde und am 23. Oktober 1825 wegen eines Sturms Zwischenaufenthalt in Arendal. Längerer Aufenthalt wegen notwendiger Reparatur
  - 1. Dezember 1825 Abfahrt von Arendal und wegen eines Fehlers des Lotsen nach Havarie an den Außenklippen des Hafens von Arendal erneut dringend notwendig gewordener Stopp und Reparatur des Schiffs in Kristiansand
  - 27. April 1826 Abfahrt von Kristiansand und am 26. Juni 1826 Ankunft in Rio de Janeiro (Brasilien)
  - 17. August 1826 Abfahrt von Rio de Janeiro und am 15. Oktober 1826 Ankunft in Valparaíso (Chile)
  - 1. März 1827 Abfahrt von Valparaíso und am 4. März 1827 Ankunft in Coquimbo (Chile)
  - 20. März 1827 Abfahrt von Coquimbo und am 28. März 1827 Ankunft in Arica (Chile)
  - 10. April 1827 Abfahrt von Arica und am 13. April 1827 Ankunft in Quilea (Peru)
  - 18. Mai 1827 Abfahrt von Quilea und am 27. Mai 1827 Ankunft in Callao (Peru)
  - 6. Juni 1827 Abfahrt von Callao und am 9. Juli 1827 Ankunft in Huanchaco (Peru)
  - 26. Juli 1827 Abfahrt von Huanchaco und am 30. Juli 1827 Ankunft in Guayaquil (Ecuador)
  - 23. August 1827 Abfahrt von Guayaquil und am 29. September 1827 Ankunft in Valparaíso (Chile)
  - 22. Oktober 1827 Abfahrt von Valparaíso und am 19. November 1827 Ankunft in Islay (Peru)
  - 1. Dezember 1827 Abfahrt von Islay und am 6. Dezember 1827 Ankunft in Callao (Peru)
  - 31. Dezember 1827 Abfahrt von Callao… und am 5. Februar 1828 Ankunft in Honolulu (Königreich Hawaiʻi)
  - 5. März 1828 Abfahrt von Honolulu und am 12. April 1828 Ankunft in Kanton (China)
  - 18. Januar 1829 Abfahrt von Kanton und am 19. Januar 1829 Ankunft in Manila (Philippinen)
  - 13. Februar 1829 Abfahrt von Manila und am 26. Februar 1829 Ankunft in Singapur (Britisch Ostindien)
  - 5. März 1829 Abfahrt von Singapur und am 21. März 1829 Ankunft in Anyer (Niederländisch-Indien)
  - 23. März 1829 Abfahrt von Anyer und am 3. Juni 1829 Ankunft in St. Helena
  - 7. Juni 1829 Abfahrt von St. Helena und am 2. August 1829 Ankunft in Cuxhaven
  - 10. August 1829 Ankunft in Hamburg-Altona

### Zweite Weltumseglung
- 2. Weltumseglung der Princess Louise vom 8. September 1830 bis 19. April 1832: Kapitän: Johann Wilhelm Wendt (1802–1847). Auf dieser Fahrt waren u. a. als Besatzungsmitglieder der Arzt und Naturforscher Franz Julius Ferdinand Meyen und der spätere chilenische Gouverneur Bernhard Eunom Philippi angeheuert.
  - 8. September 1830 Abfahrt von Hamburg und am 16. November 1830 Ankunft in Rio de Janeiro
  - 21. November 1830 Abfahrt von Rio de Janeiro und am 21. Januar 1831 Ankunft in Valparaíso
  - 6. März 1831 Abfahrt von Valparaíso und am 10. März 1831 Ankunft in Copiapo
  - 20. März 1831 Abfahrt von Copiapo und am 26. März 1831 Ankunft in Arica
  - 10. April 1831 Abfahrt von Arica und am 12. April 1831 Ankunft in Islay
  - 26. April 1831 Abfahrt von Islay und am 1. Mai 1831 Ankunft in Callao
  - 21. Mai 1831 Abfahrt von Callao und am 24. Juni 1831 Ankunft in Honolulu
  - 2. Juli 1831 Abfahrt von Honolulu und am 15. August 1831 Ankunft in Kap Shui Mun (Hongkong)
  - 3. September 1831 Abfahrt von Kap Shui Mun und am 14. September 1831 Ankunft in Manila
  - 17. Oktober 1831 Abfahrt von Manila und am 5. November 1831 Ankunft in Lintin (Hongkong)
  - 12. Dezember 1831 Abfahrt von Lintin und am 14. Februar 1832 Ankunft in St. Helena
  - 15. Februar 1832 Abfahrt von St. Helena und am 19. April 1832 Ankunft in Cuxhaven

### Dritte Weltumseglung
- 3. Weltumseglung der Princess Louise vom 9. Dezember 1832 bis 20. Mai 1834 (Kapitän: J. W. Wendt)
  - 29. Dezember 1832 Abfahrt von Hamburg und am 18. April 1833 Ankunft in Valparaíso
  - 18. Mai 1833 Abfahrt von Valparaíso und am 27. Mai 1833 Ankunft in Arica
  - 9. Juni 1833 Abfahrt von Arica und am 14. Juni 1833 Ankunft in Callao
  - 15. Juli 1833 Abfahrt von Callao und am 25. August 1833 Ankunft in Honolulu
  - 1. September 1833 Abfahrt von Honolulu und am 15. Oktober 1833 Ankunft in Manila
  - 8. November 1833 Abfahrt von Manila und am 19. November 1833 Ankunft in Kanton
  - 23. Januar 1834 Abfahrt von Kanton und am 20. März 1834 Ankunft in St. Helena
  - 26. März 1834 Abfahrt von St. Helena und am 20. Mai 1834 Ankunft in Cuxhaven

### Vierte Weltumseglung
- 4. Weltumseglung der Princess Louise vom 19. November 1836 bis 12. Juni 1838 (Kapitän: J. T. Rodbertus)
  - 19. November 1836 Abfahrt von Hamburg und am 13. Dezember 1836 Ankunft in Portsmouth
  - 23. Dezember 1836 Abfahrt von Portsmouth und am 24. März 1837 Ankunft in Valparaíso
  - 20. April 1837 Abfahrt von Valparaíso und am 25. April 1837 Ankunft in Cobija
  - 2. Mai 1837 Abfahrt von Cobija und am 5. Mai 1837 Ankunft in Arica
  - 19. Mai 1837 Abfahrt von Arica und am 25. Mai 1837 Ankunft in Callao
  - 29. Juni 1837 Abfahrt von Callao und am 13. Juli 1837 Ankunft in Arica
  - 18. Juli 1837 Abfahrt von Arica und am 25. Juli 1837 Ankunft in Iquique
  - 1. August 1837 Abfahrt von Iquique und am 2. August 1837 Ankunft in Arica
  - 5. August 1837 Abfahrt von Arica und am 11. August 1837 Ankunft in Callao
  - 25. August 1837 Abfahrt von Callao und am 29. September 1837 Ankunft in Honolulu
  - 3. Oktober 1837 Abfahrt von Honolulu und am 12. November 1837 Ankunft in Kanton
  - 11. Dezember 1837 Abfahrt von Kanton und am 16. Dezember 1837 Ankunft in Manila
  - 3. Februar 1838 Abfahrt von Manila und am 12. Juni 1838 Ankunft in Cuxhaven

### Fünfte Weltumseglung
- 5. Weltumseglung der Princess Louise vom 19. Dezember 1838 bis 8. Juni 1840 (Kapitän: J. T. Rodbertus)
  - 19. Dezember 1838 Abfahrt von Hamburg und am 24. März 1839 Ankunft in Valparaíso
  - 28. April 1839 Abfahrt von Valparaíso und am 4. Mai 1839 Ankunft in Arica
  - 18. Mai 1839 Abfahrt von Arica und am 23. Mai 1839 Ankunft in Callao
  - 16. August 1839 Abfahrt von Callao und am 17. September 1839 Ankunft in Honolulu
  - 24. September 1839 Abfahrt von Honolulu und am 11. November 1839 Ankunft in Kanton
  - 10. Februar 1840 Abfahrt von Kanton (vier Monate vor Ausbruch des Ersten Opiumkriegs) und am 8. Juni 1840 Ankunft in Hamburg

### Sechste Weltumseglung
- 6. Weltumseglung der Princess Louise vom 24. November 1842 bis Juni 1844 (Kapitän: J. T. Rodbertus)
  - 24. November 1842 Abfahrt von Hamburg, nach 61 Tagen auf See am 25. Januar 1843 Zwischenstopp in Santos und am 27. März 1843 Ankunft in Valparaíso (Chile)
  - 4. Mai 1843 Ankunft in Callao (Peru)
  - 29. August 1843 Abfahrt von Callao, nach 32 Tagen auf See Zwischenstopp in Honolulu und am 3. November 1843 Ankunft in Manila
  - 8. Dezember 1843 Ankunft in Macau
  - 3. Februar 1844 Beginn der Rückfahrt aus Fernost über die Sundastraße und Zwischenstopp in St. Helena. Behinderung der Fahrt durch einen Sturm im Ärmelkanal
  - Juni 1844 Ankunft in Cuxhaven

## Spätere Einsätze
Bei der 15. Seereise der Princess Louise auf der Rückfahrt von Rio de Janeiro nach Hamburg starb Kapitän Rodbertus am 13. Dezember 1844 und wurde am 15. Dezember 1844 auf See bestattet. Nach dem Tod von Kapitän Rodbertus führte der Obersteuermann Johann Christian Ferdinand Schutt im Dezember 1844 die Princess Louise heim. Letzter Befehlshaber des Schiffs unter der Seehandlung war Kapitän Wilhelm Ferdinand Meyer. Bei einer öffentlichen Auktion, die von der Firma Oswald & Co am 1. Mai 1846 durchgeführt wurde, gelangte die Princess Louise von der preußischen Seehandlungsgesellschaft für den Preis von 15.050 Courantmark an die Hamburger Werft von Johann Marbs. Nun fuhr die Princess Louise unter der Flagge Hamburgs und stand unter dem Kommando der Kapitäne H. Bähr und H. G. D. Meufing. Es wurden Fahrten zur Westküste Südamerikas, mit Auswanderern nach Australien, nach Niederländisch-Indien, nach Rio de Janeiro und nach New York durchgeführt. Marbs verkaufte das zur Bark umgetakelte Schiff 1855 nach Norwegen. Der neue Eigentümer des Schiffs wurde Hans Jacobsen Apeness aus Åsgårdstrand. Den Befehl führte  nun dessen Sohn, Kapitän Jacob Harlef Apeness. 1862 kaufte Hans Christian Erichsen aus Svelvik das Schiff, welches im Herbst 1863 an der jütländischen Westküste strandete und als Wrack verloren ging. Die von der finalen Havarie der Princess Louise betroffene Besatzung konnte sich retten.